# Petroica terrestre grossa
La petroica terrestre grossa (Amalocichla sclateriana) és una espècie d'ocell de la família dels petròicids (Petroicidae) que habita el terra dels boscos de les muntanyes del centre i sud-est de Nova Guinea. El seu nom específic fou elegit en honor de l'ornitòleg anglès Philip Lutley Sclater.